# Хайме Портільйо
Хайме Портільйо (ісп. Jaime Portillo, нар. 18 вересня 1947) — сальвадорський футболіст, що грав на позиції нападника.

## Кар'єра
У дорослому футболі дебютував 1969 року виступами за команду «Альянса», кольори якої захищав протягом шести років.
1970 року дебютував в офіційних матчах у складі національної збірної Сальвадору.
У складі збірної був учасником чемпіонату світу 1970 року у Мексиці, на якому зіграв у одному матчі проти СРСР (0:2).